# Anders Svensson (militär)
Anders Per Arne Svensson, född 13 augusti 1965 i Kristdala församling i Kalmar län, är en svensk militär.

## Biografi
Svensson avlade officersexamen vid Krigsskolan 1989 och utnämndes samma år till officer vid Norra Smålands regemente. Han befordrades till major 1997 och tjänstgjorde vid Göta luftvärnskår från 1998. Som major och senare överstelöjtnant var han chef för 61. luftvärnsbataljonen vid Luftvärnsregementet, varefter han var ställföreträdande chef för Luftvärnsregementet till 2012 och ställföreträdande chef för  Skaraborgs regemente från 2012. Efter att ha befordrats till överste var han från januari 2014 till mars 2015 ställföreträdande chef för European Union Training Mission in Somalia, chef för Luftvärnsregementet från och med den 1 december 2015 till och med den 5 november 2020 och chef för Förbandsproduktionsenheten i Genomförandeavdelningen i Produktionsledningen i Högkvarteret från den 6 november 2020 till den 30 september 2022. Svensson är sedan den 1 oktober 2022 ställföreträdande arméchef. Han befordrades till brigadgeneral vid tillträdet.
Anders Svensson invaldes som ledamot av Kungliga Krigsvetenskapsakademien 2023.